# Selenicereus chrysocardium
Selenicereus chrysocardium är en kaktusväxtart som först beskrevs av Alexander, och fick sitt nu gällande namn av Myron William Kimnach. Selenicereus chrysocardium ingår i släktet Selenicereus och familjen kaktusväxter. Inga underarter finns listade i Catalogue of Life.

## Bildgalleri

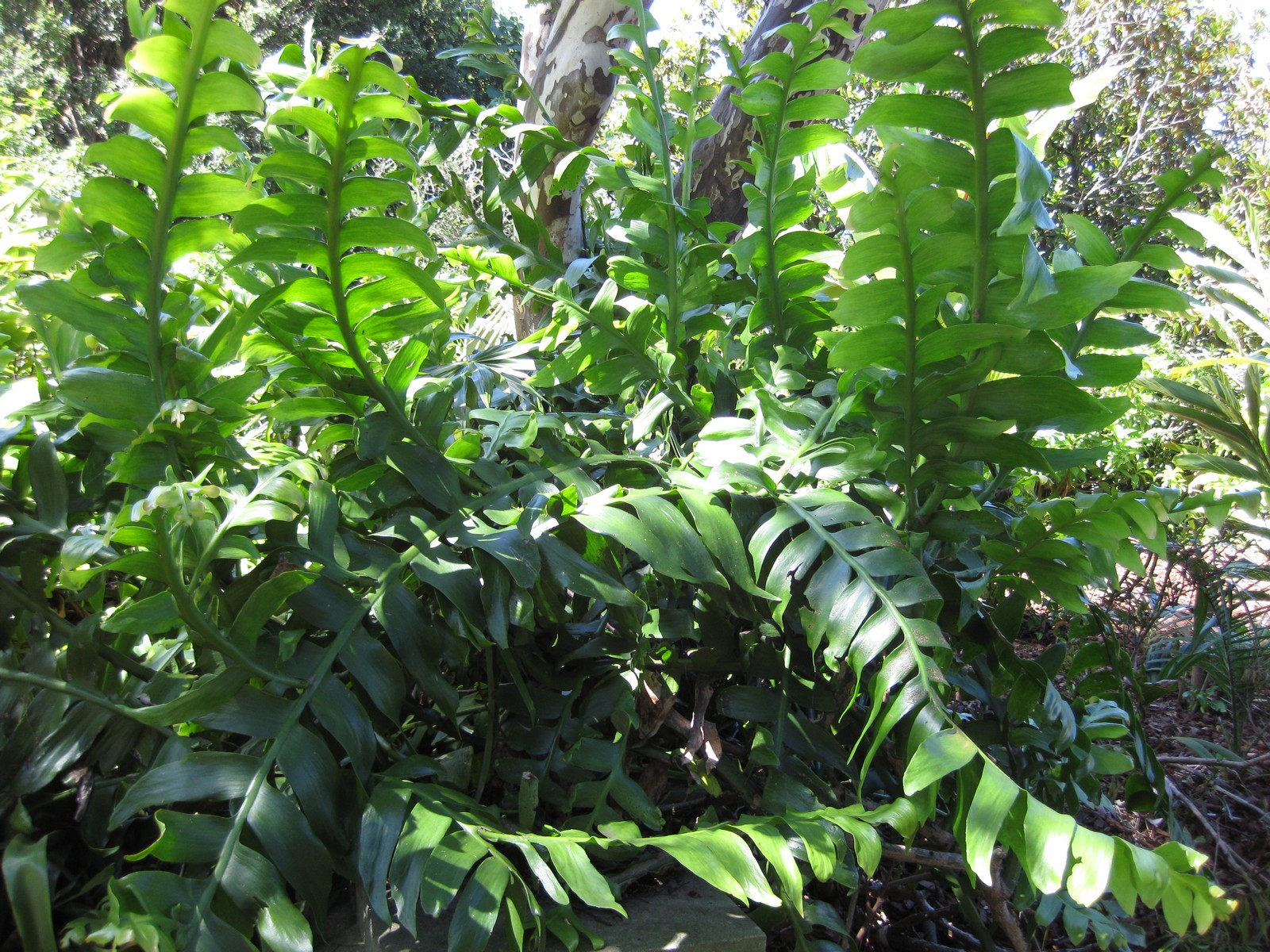
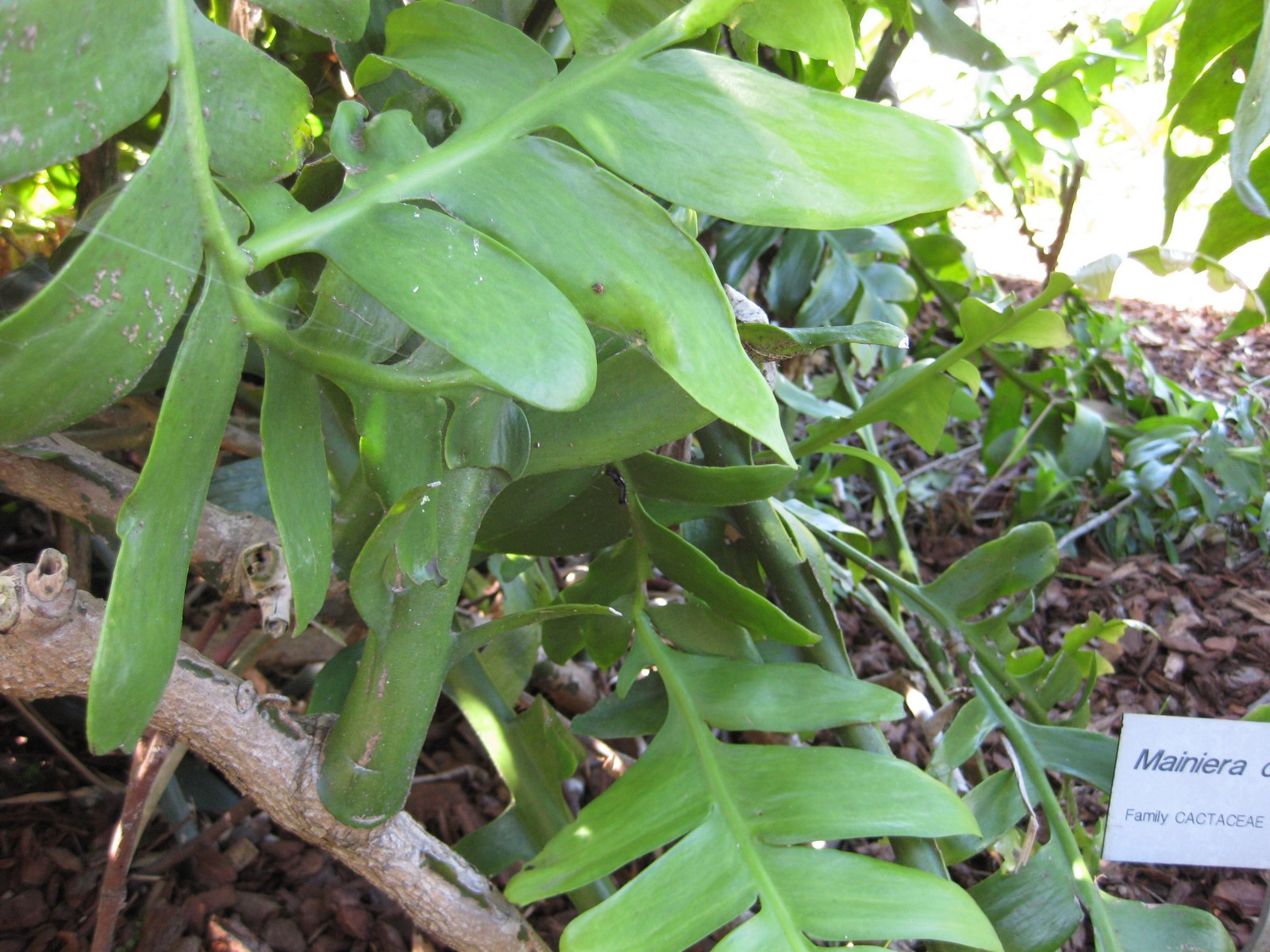
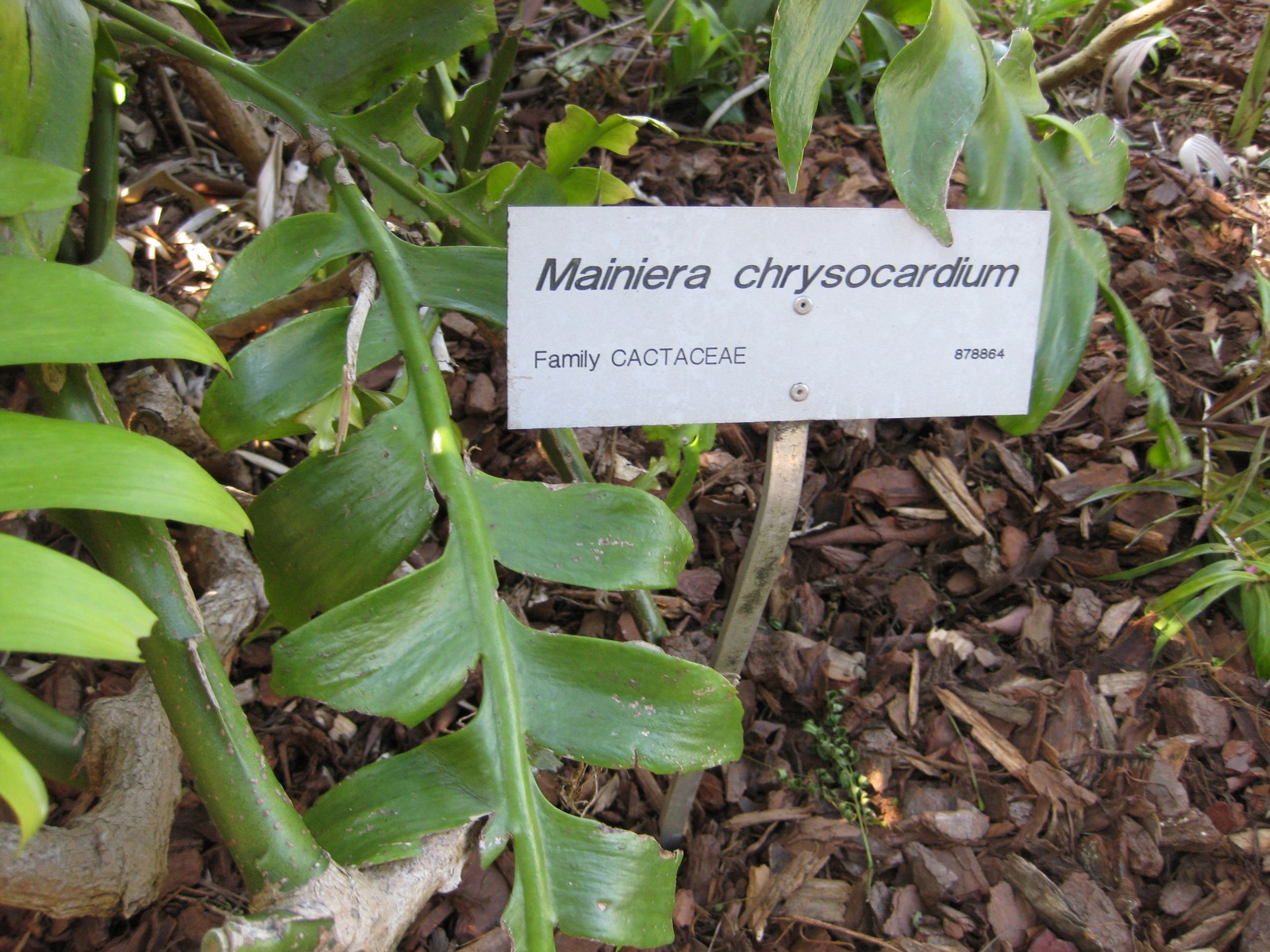
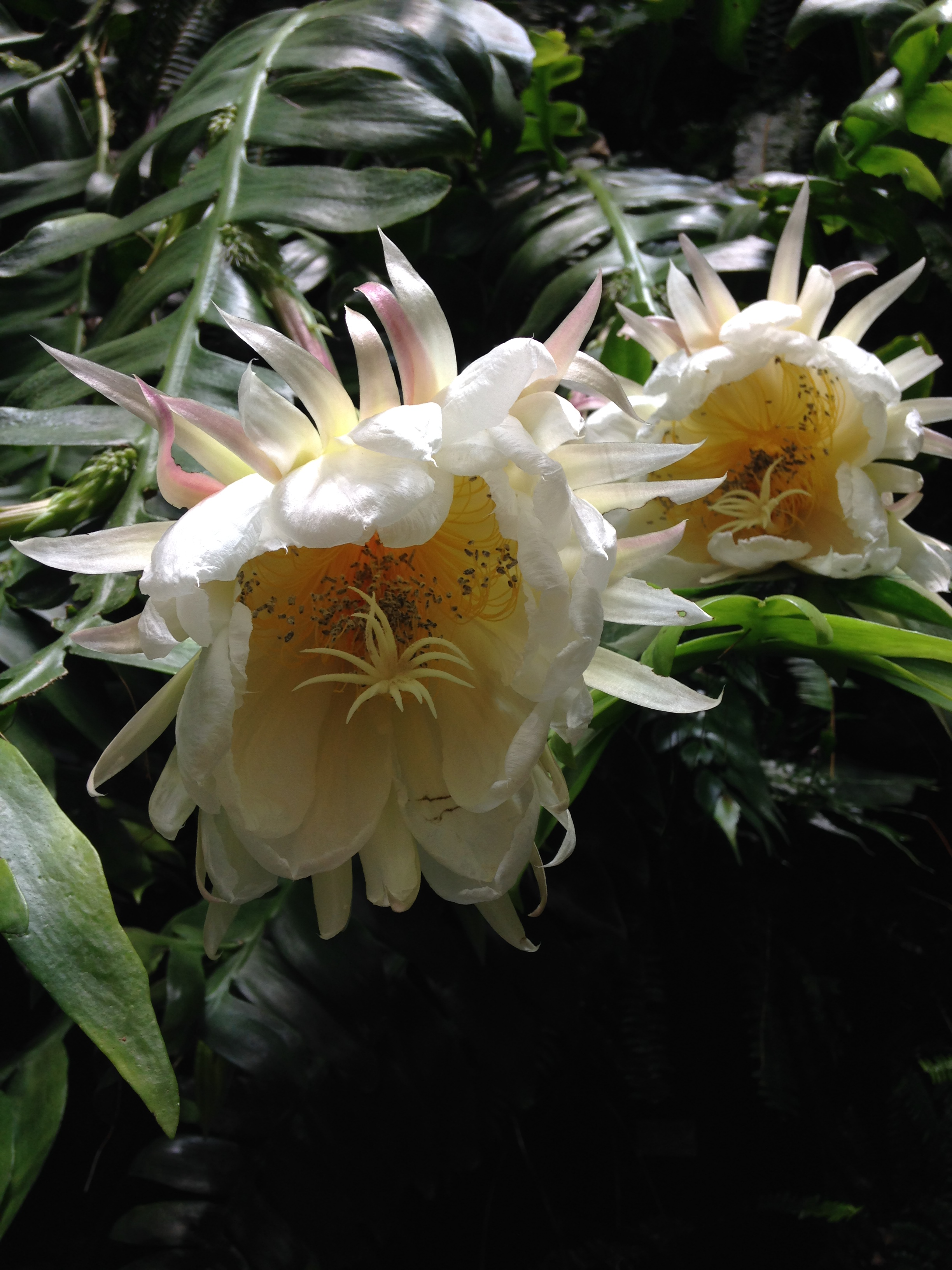